# Annegret Strauch
Annegret Strauch, född den 1 december 1968 i Radebeul i Tyskland, är en östtysk och därefter tysk roddare.
Hon tog OS-brons i fyra utan styrman i samband med de olympiska roddtävlingarna 1992 i Barcelona.